# Liste der Kulturdenkmale in Börnchen (Bannewitz)
Die Liste der Kulturdenkmale in Börnchen enthält die in der amtlichen Denkmalliste des Landesamtes für Denkmalpflege Sachsen ausgewiesenen Kulturdenkmale im Bannewitzer Ortsteil Börnchen.
Die Anmerkungen sind zu beachten.
Diese Liste ist eine Teilliste der Liste der Kulturdenkmale im Landkreis Sächsische Schweiz-Osterzgebirge.
Diese Liste ist eine Teilliste der Liste der Kulturdenkmale in Sachsen.

## Legende
- Bild: Bild des Kulturdenkmals, ggf. zusätzlich mit einem Link zu weiteren Fotos des Kulturdenkmals im Medienarchiv Wikimedia Commons. Wenn man auf das Kamerasymbol klickt, können Fotos zu Kulturdenkmalen aus dieser Liste hochgeladen werden:
- Bezeichnung: Denkmalgeschützte Objekte und ggf. Bauwerksname des Kulturdenkmals
- Lage: Straßenname und Hausnummer oder Flurstücknummer des Kulturdenkmals. Die Grundsortierung der Liste erfolgt nach dieser Adresse. Der Link (Karte) führt zu verschiedenen Kartendiensten mit der Position des Kulturdenkmals. Fehlt dieser Link, wurden die Koordinaten noch nicht eingetragen. Sind diese bekannt, können sie über ein Tool mit einer Kartenansicht einfach nachgetragen werden. In dieser Kartenansicht sind Kulturdenkmale ohne Koordinaten mit einem roten bzw. orangen Marker dargestellt und können durch Verschieben auf die richtige Position in der Karte mit Koordinaten versehen werden. Kulturdenkmale ohne Bild sind an einem blauen bzw. roten Marker erkennbar.
- Datierung: Baubeginn, Fertigstellung, Datum der Erstnennung oder grobe zeitliche Einordnung entsprechend des Eintrags in der sächsischen Denkmaldatenbank
- Beschreibung: Kurzcharakteristik des Kulturdenkmals entsprechend des Eintrags in der sächsischen Denkmaldatenbank, ggf. ergänzt durch die dort nur selten veröffentlichten Erfassungstexte oder zusätzliche Informationen
- ID: Vom Landesamt für Denkmalpflege Sachsen vergebene, das Kulturdenkmal eindeutig identifizierende Objekt-Nummer. Der Link führt zum PDF-Denkmaldokument des Landesamtes für Denkmalpflege Sachsen. Bei ehemaligen Kulturdenkmalen können die Objektnummern unbekannt sein und deshalb fehlen bzw. die Links von aus der Datenbank entfernten Objektnummern ins Leere führen. Ein ggf. vorhandenes Icon  führt zu den Angaben des Kulturdenkmals bei Wikidata.

## Börnchen
| Bild | Bezeichnung                                                | Lage                          | Datierung                                          | Beschreibung | ID       |
| ---- | ---------------------------------------------------------- | ----------------------------- | -------------------------------------------------- | --- | -------- |
|      | Wohnstallhaus und Stallscheune eines Bauernhofes           | Curt-Querner-Gasse 1 (Karte)  | bez. 1835 (Wohnstallhaus)                          | beide Gebäude Obergeschoss Fachwerk, baugeschichtliche Bedeutung. Wohnstallhaus: Erdgeschoss und ganze Außenseite massiv, Stallteil erhalten, Fachwerk verbrettert, Obergeschoss Fenster in originaler Größe, alter Dachstuhl, Sandstein-Türgewände, Stallscheune: Fachwerk, hölzerner Treppenaufgang, Lehmfachung, Schieferdeckung | 08963180 |
|      | Wohnhaus                                                   | Curt-Querner-Gasse 4 (Karte)  | um 1850 (Wohnhaus)                                 | ländliches Fachwerk-Wohnhaus, Wohn- und Geburtshaus des Malers Curt Querner, baugeschichtliche und personengeschichtliche Relevanz. Wohnhaus: Giebelseite ausgemauert, Schieferdeckung, Winterfenster, Sprossung vorhanden, Sandstein-Türgewände, altes Türblatt | 08963181 |
|      | Wohnstallhaus eines Bauernhofes                            | Curt-Querner-Gasse 10 (Karte) | bez. 1823 (Wohnstallhaus)                          | Obergeschoss Fachwerk, baugeschichtliche Bedeutung. Erdgeschoss massiv, Sandsteingewände, Winterfenster, Korbbogen-Türgewände mit Inschrift, Türgewände bezeichnet 1823, Stallteil erhalten, Obergeschoss Fenster in originaler Größe, SW-Seite massiv | 08963182 |
|      | Feuerwehr-Gerätehaus                                       | Dorfstraße (Karte)            | bez. 1928 (Spritzenhaus)                           | technikgeschichtliche und ortshistorische Relevanz. eingeschossig, Krüppelwalmdach, Biberschwanzdeckung, schöner Holzturm mit Fischgrätenmuster, zwei Fledermausgaupen | 08963179 |
|      | Wohnhaus mit integriertem Scheunenteil sowie Felsenkeller  | Dorfstraße 2 (Karte)          | 18. Jh. (Wohnhaus)                                 | Obergeschoss Fachwerk, baugeschichtliche Bedeutung. zur Straßenseite hin ausgemauert, an den Längsseiten noch intaktes Fachwerk | 08963177 |
|      | Wohnhaus und Scheune eines Zweiseithofes                   | Dorfstraße 47 (Karte)         | um 1800 (Bauernhaus)                               | Kleinbauernhof, Wohnhaus Obergeschoss Fachwerk verkleidet, baugeschichtliche Relevanz. Erdgeschoss massiv, Obergeschoss Fenster in originaler Größe, Scheune verbrettert | 08963183 |
|      | Toranlage eines Bauernhofes                                | Dorfstraße 53 (Karte)         | bez. 1724 (Torbogen)                               | baugeschichtlich von Bedeutung. Hofmauer mit großem und kleinem Sandsteinbogen, jeweils mit Kämpfer und Schlussstein, Schlussstein im Torbogen bezeichnet 1724 | 08963184 |
|      | Wohnstallhaus, Scheune und Auszugshaus eines Dreiseithofes | Dorfstraße 56 (Karte)         | bez. 1786 (Wohnstallhaus); bez. 1821 (Auszugshaus) | Wohnstallhaus und Seitengebäude. Obergeschoss Fachwerk, schönes Korbbogenportal am Wohnstallhaus, Scheune verbretterte Holzkonstruktion, baugeschichtliche und wirtschaftsgeschichtliche Bedeutung. Wohnstallhaus mit zwei Sandstein-Türgewänden mit Schlussstein, teilweise alte Türblätter, Obergeschoss Fenster in originaler Größe, Ausgedinge ebenfalls mit zwei Sandstein-Türgewänden, Pferd-Relief deutet auf Stall hin, altes Türblatt, Fenster Obergeschoss originale Größe, Schieferdeckung | 08963185 |
|      | Scheune eines Dreiseithofes                                | Dorfstraße 59 (Karte)         | 19. Jahrhundert (Scheune)                          | Fachwerk-Scheune, Relikt ländlicher Holzbauweise, baugeschichtlich und wirtschaftsgeschichtlich von Bedeutung Schieferdeckung | 08963186 |
|      | Wohnstallhaus und ein Seitengebäude eines Vierseithofes    | Dorfstraße 74 (Karte)         | 18. Jh. (Wohnstallhaus)                            | beide Gebäude Obergeschoss Fachwerk verputzt, baugeschichtliche Bedeutung. Fachwerk verputzt, Obergeschoss Fenster in originaler Größe, Sandstein-Torgewände | 08963176 |